# اتنا (مریلند)
اتنا (به انگلیسی: Mount Aetna) شهری در ایالت مریلند کشور ایالات متحده آمریکا است که جمعیت آن در سرشماری سال ۲۰۱۰ میلادی، ۵۶۱ نفر بوده‌است.